# Banc Europeu d'Inversions
El Banc Europeu d'Inversions (BEI) és una institució i l'òrgan financer de la Unió Europea (UE). Va ser creat en el marc dels Tractats de Roma l'any 1958 i té la seu a la ciutat de Luxemburg, mantenint delegacions en ciutats com Brussel·les, París, Roma, Atenes, Berlín, Lisboa, Londres, Madrid o El Caire. Té per missió contribuir al desenvolupament equilibrat del territori comunitari a través de la integració econòmica i la cohesió social.
Els accionistes del BEI són els Estats que componen la Unió i és dirigit pel consell de Governadors, compost pels ministres d'Economia i Hisenda d'aquests estats. Fora de l'àmbit d'actuació directa el BEI dona suport les estratègies de preadmissió dels països candidats a formar part de la Unió i aplica l'apartat financer dels acords celebrats en el marc de les polítiques europees d'ajuda i cooperació al desenvolupament. Aquesta institució atorga un total de 43.000 milions d'euros a l'any en crèdits, i gaudeix d'un millor estat financer que el del Banc Mundial. El BEI no concedeix finançament general a un Estat, sinó que cofinança projectes concrets.

## Presidents del BEI
| Mandat          | President            | Estat      |
| 1958-1959       | Pietro Campilli      | Itàlia     |
| 1959-1970       | Paride Formentini    | Itàlia     |
| 1970-1984       | Yves Le Portz        | França     |
| 1984-1993       | Ernst-Günther Bröder | Alemanya   |
| 1993-1999       | Brian Unwin          | Regne Unit |
| 2000-2011       | Philippe Maystadt    | Bèlgica    |
| 2012–actualitat | Werner Hoyer         | Alemanya   |